# Nocturne (film, 1980)
Pour les articles homonymes, voir Nocturne.
Pour plus de détails, voir Fiche technique et Distribution.
Nocturne est un film danois de court métrage réalisé par Lars von Trier sorti en 1980.

## Synopsis
La nuit, peut-être après avoir rêvé d'un homme qui s'introduit à son domicile en cassant une fenêtre, une jeune femme sensible à la lumière a une conversation avec un ami, à propos d'un voyage.

## Fiche technique
- Réalisation : Lars von Trier
- Photographie : Tom Elling
- Montage : Tómas Gislason
- Production : École nationale de cinéma du Danemark
- Genre : Film dramatique
- Durée : 8 minutes

## Distribution
- Yvette : la femme
- Solbjørg Højfeldt : la voix au téléphone
- Anne-Lise Gabold : voix

## Nominations et récompenses
- Premier prix au Festival des films d'étudiants de Munich[1].

## Thématique
Ce court métrage réalisé par Lars von Trier en 1980, deux ans avant son film de fin d'études Befrielsesbilleder,  annonce son premier long métrage Element of Crime, avec un thème récurrent que l'on retrouve dans Dancers in the Dark, la cécité. Le réalisateur s'inspire de Luis Buñuel en particulier lorsqu'il filme des associations. Le film s'achève dans la lumière de l'aube, avec un vol d'oiseaux comme un hommage à Alfred Hitchcock.